# William Sharman
William Sharman (ur. 12 września 1984) – brytyjski lekkoatleta specjalizujący się w biegach płotkarskich.
W 2003 roku zajął piąte miejsce na mistrzostwach Europy juniorów, a dwa lata później uplasował się na czwartej lokacie młodzieżowego czempionatu Starego Kontynentu. Odpadł w eliminacjach mistrzostw Europy (2006) oraz dotarł do półfinału na uniwersjady (2007). Podczas mistrzostw świata w Berlinie (2009) zajął wysokie czwarte miejsce. W 2010 po przejściu eliminacji został zdyskwalifikowany w półfinale podczas mistrzostw Europy, a na koniec sezonu zdobył srebrny medal na igrzyskach Wspólnoty Narodów. Siódmy zawodnik halowych mistrzostw świata w Sopocie (2014). W tym samym roku zdobył swój drugi srebrny medal igrzysk Wspólnoty Narodów oraz został w Zurychu wicemistrzem Europy. Medalista mistrzostw Wielkiej Brytanii.
Rekordy życiowe: bieg na 110 metrów przez płotki – 13,16 (14 sierpnia 2014, Zurych); bieg na 60 metrów przez płotki (hala) – 7,53 (9 marca 2014, Sopot). 

## Osiągnięcia
| Rok  | Impreza                                 | Miejsce    | Lokata     | Wynik | Reprezentacja |
| ---- | --------------------------------------- | ---------- | ---------- | ----- | ------------- |
| 2003 | Mistrzostwa Europy juniorów             | Tampere    | 5. miejsce | 14,37 | GBR           |
| 2005 | Młodzieżowe mistrzostwa Europy          | Erfurt     | 4. miejsce | 13,72 | GBR           |
| 2006 | Mistrzostwa Europy                      | Göteborg   | eliminacje | 13,85 | GBR           |
| 2007 | Uniwersjada                             | Bangkok    | półfinał   | 14,05 | GBR           |
| 2009 | Mistrzostwa świata                      | Berlin     | 4. miejsce | 13,30 | GBR           |
| 2010 | Igrzyska Wspólnoty Narodów              | Nowe Delhi | 2. miejsce | 13,50 | ENG           |
| 2012 | Mistrzostwa Europy                      | Helsinki   | półfinał   | 13,55 | GBR           |
| 2013 | Superliga drużynowych mistrzostw Europy | Gateshead  | 5. miejsce | 13,46 | GBR           |
| 2013 | Mistrzostwa świata                      | Moskwa     | 5. miejsce | 13,30 | GBR           |
| 2014 | Halowe mistrzostwa świata               | Sopot      | 7. miejsce | 7,60  | GBR           |
| 2014 | Igrzyska Wspólnoty Narodów              | Glasgow    | 2. miejsce | 13,36 | ENG           |
| 2014 | Mistrzostwa Europy                      | Zurych     | 2. miejsce | 13,27 | GBR           |
| 2014 | Puchar interkontynentalny               | Marrakesz  | 3. miejsce | 13,25 | GBR / Europa  |